# 波蘭駐俄羅斯大使館
波兰驻俄羅斯大使馆是波兰驻俄罗斯联邦的外交代表機構，位于莫斯科的克里马什基纳街4号。目前的波蘭駐俄羅斯大使館是一座现代主义建筑。波蘭於1918年、1921年、1944年三度在俄羅斯設立大使館。

## 外部鏈接
- Embassy of Poland in Moscow （页面存档备份，存于） （波蘭語和俄語）